# Yap

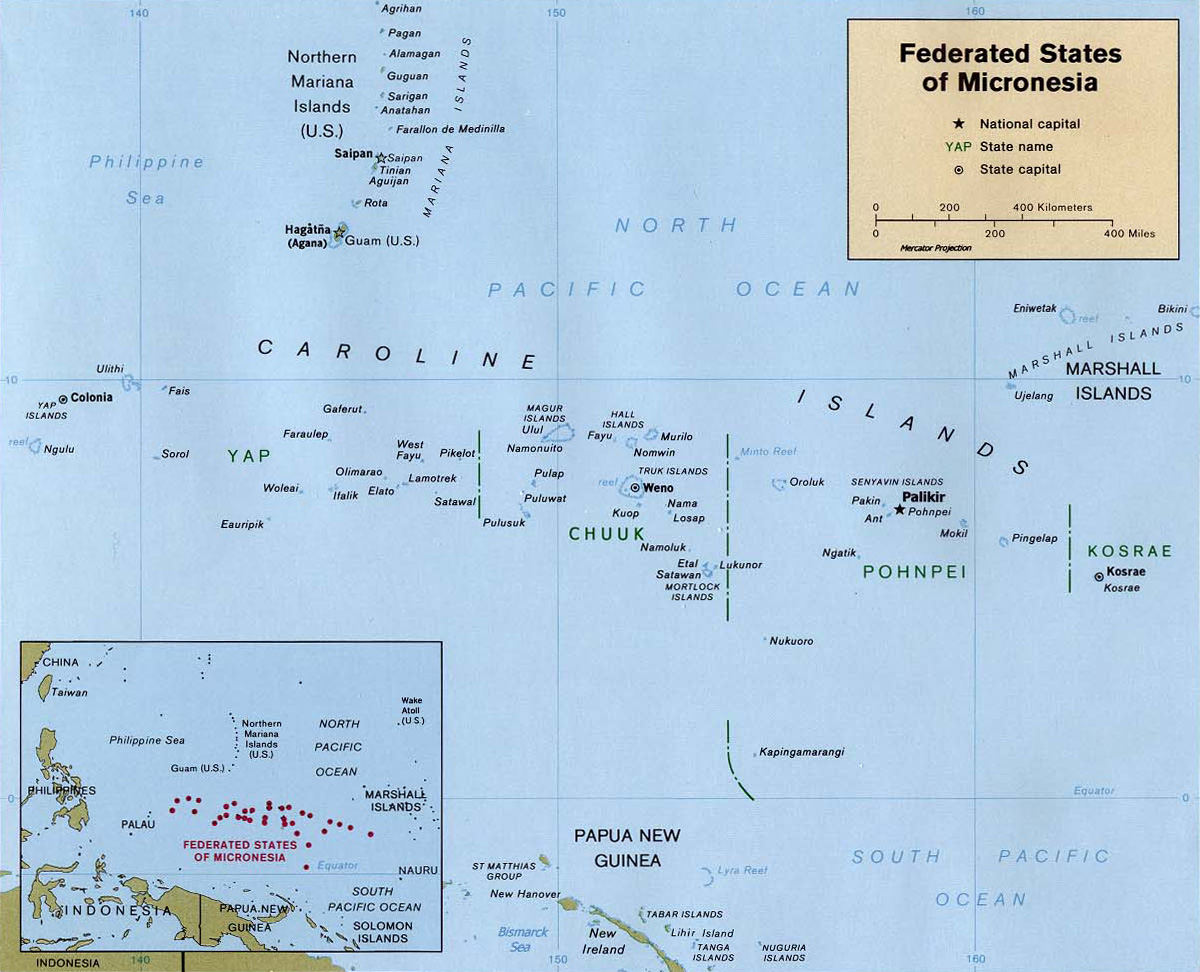
Yap là bang cực tây trong Liên bang Micronesia

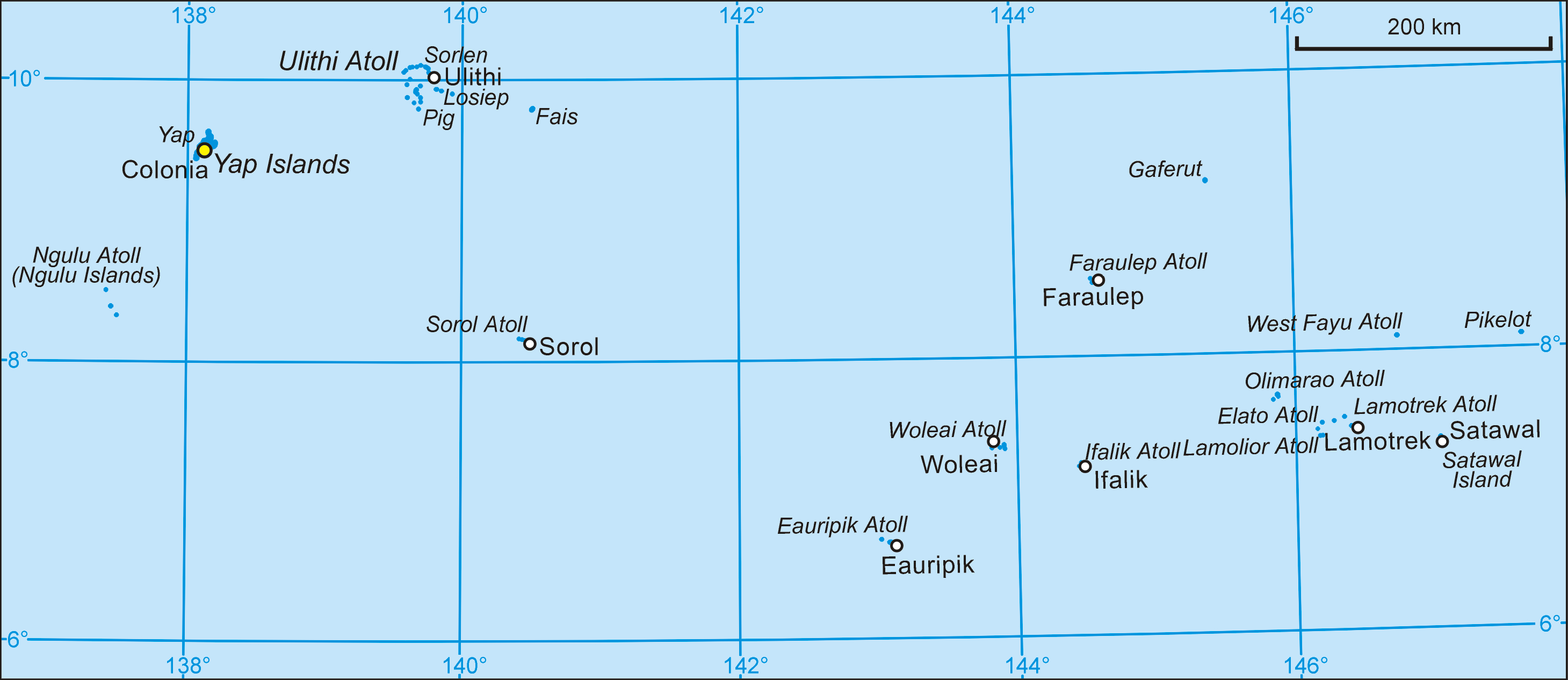
Bản đồ Bang Yap

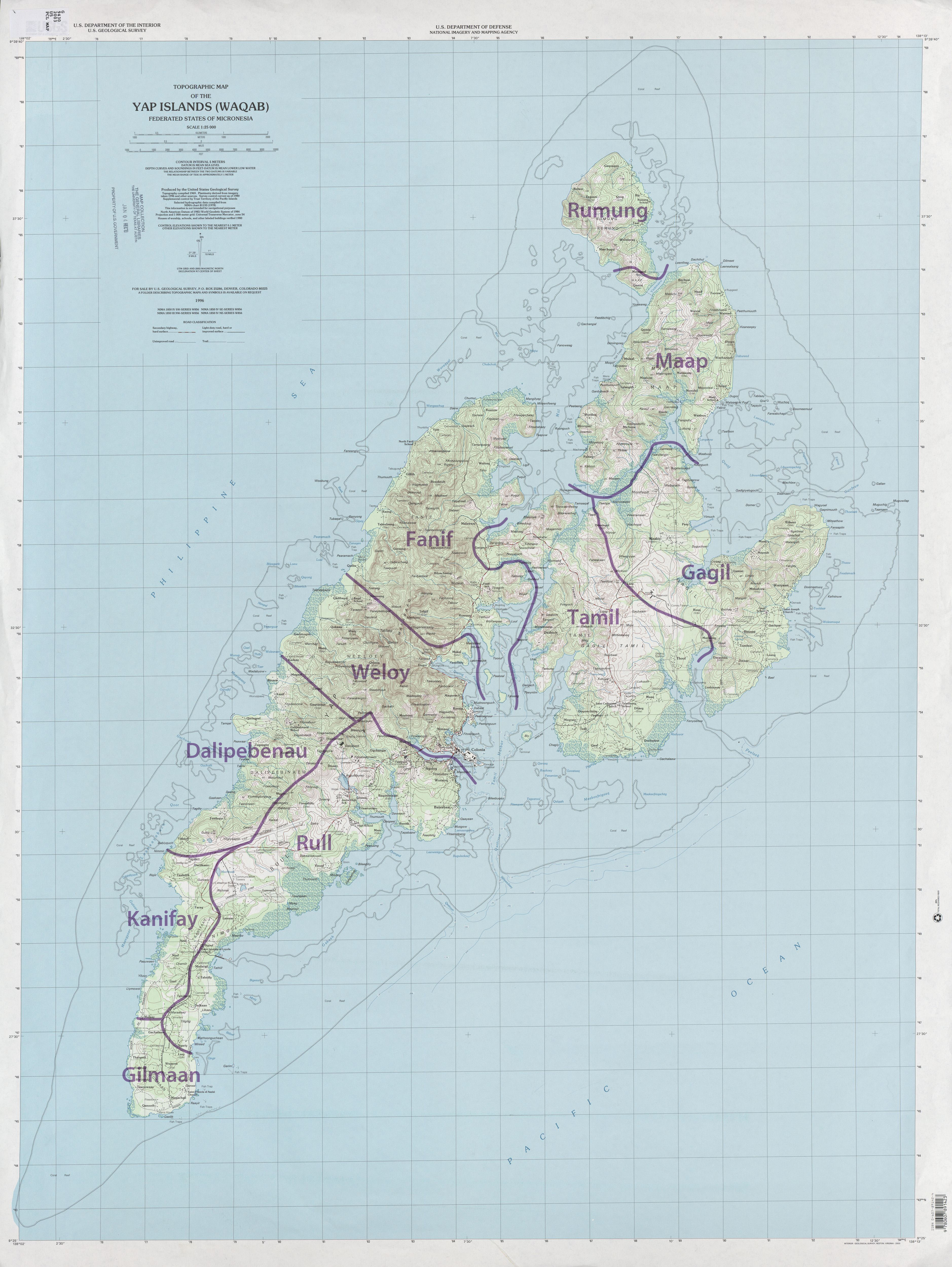
Bản đồ hành chính bang Yap.

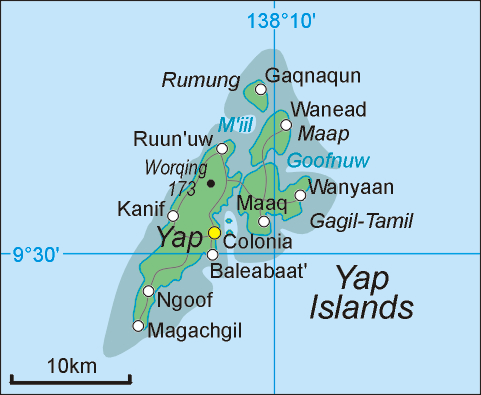
Bản đồ Quần đảo Yap

Yap, cũng được người địa phương gọi là Wa’ab là những hòn đảo thuộc Quần đảo Caroline ở Tây Thái Bình Dương. Đây là một bang của Liên bang Micronesia. Nền văn hóa và truyền thống của người dân bản địa tương tự như các hòn đảo lân cận. Yap trên thực tế gồm 4 hòn đảo lục địa nên gọi chính xác phải là Quần đảo Yap. Bốn hòn đảo này có quan hệ thân thiết với nhau và cùng nằm trên một dải san hô và hoàn toàn được tạo thành từ sự nâng lên của Mảng Lục địa Biển Philippines. Đất đãi trên đảo hầu hết là đồi núi với cây cối dày đặc. Cây đước chiếm ưu thế trên các bờ biển. Một vỉa san hô ngầm xa bao quanh quần đảo, dựng thành hàng rào của một phá trong viền của dải san hô.
Kolonia là thủ phủ của Bang Yap. Yap cũng bao gồm cả 14 đảo san hô vòng ở cách xa về phía đông và nam và có khoảng cách có rhể lên tới 800 km là Eauripik, Elato, Fais, Faraulep, Gaferut, Ifalik, Lamotrek, Ngulu, Olimarao,
Piagailoe (Tây Fayu), Pikelot, Sorol, Ulithi, và Woleai và hòn đảo Satawal. Năm 2003, dân số của bang là 6.300 người trên một diện tích là 102 km².

## Nhân khẩu
Bản thân Yap ban đầu có những người di cư tới từ Bán đảo Mã Lai, Quần đảo Indonesia, New Guinea và Quần đảo Solomon. Tiếng Yap có quan hệ với các ngôn ngữ thuộc Ngữ hệ Mã Lai ở Đông Nam Á, mặc dù chịu ảnh hưởng mạnh của các ngôn ngữ New Guinea. Ngược lại, những người dân ở các hòn đảo xa của Yap có nguồn gốc là người Polynesia và có sự khác biệt lớn về sắc tộc với những người ở đảo chính. Văn hóa và ngôn ngữ của họ có quan hệ gần gũi với những hòn đảo lân cận ở Bang Chuuk. Bang Yap có 5 ngôn ngữ chính thức là: tiếng Anh, tiếng Ulithi, tiếng Woleai, tiếng Satawal và tiếng Yap.

## Lịch sử
Yap từng là Trung tâm liên lạc Hải quân của Đức trước Chiến tranh Thế giới thứ 1. Nhật Bản chiếm đóng đảo vào tháng 9 năm 1914 và sau đó đảo được chuyển cho Nhật Bản theo Hiệp ước Versailles năm 1919 với danh nghĩa Lãnh thổ ủy trị dưới sự giám sát của Hội Quốc Liên. Quyền thương mại của Hoa Kỳ được bảo đảm theo một Hiệp ước đặc biệt giữa Hoa Kỳ và Nhật Bản có hiệu lực vào ngày 11 tháng năm 1922.
Trong Chến tranh Thế giới thứ 2, Nhật Bản giữ Yap là một trong những hòn đảo chống lại chiến dịch "nhảy cóc" của Hoa Kỳ, mặc dù thường bị tàu và máy bay Hoa Kỳ thả bom. Trong giai đoạn cuối của cuộc chiến, Quân đội Hoa Kỳ đổ bộ lên đảo và sau đó quản lý đảo cùng với phần còn lại của Quần đảo Caroline như là Lãnh thổ ủy trị Quần đảo Thái Bình Dương cho đến năm 1986. Cùng năm đó, Yap, Chuuk, Pohnpei và Kosrae hợp thành một quốc gia độc lập là Liên bang Micronesia. Theo Hiệp ước liên kết tự do với Hoa Kỳ, công dân Micronesia và hàng hóa của nước này được phép di vào Hoa Kỳ với rất ít hạn chế.

## Hành chính
Bang Yap được phân chia thành các khu tự quản.

### Quần đảo Yap
- Dalipebinaw
- Fanif
- Gagil
- Gilman
- Kanifay
- Maap
- Rull
- Rumung
- Tomil
- Weloy

### Các đảo lân cận
- Eauripik
- Elato
- Đảo Fais
- Faraulep
- Đảo Gaferut
- Ifalik
- Lamotrek
- Ngulu
- Pikelot
- Satawal
- Sorol
- Ulithi
- Woleai